# Claviceps
Genre
Claviceps est un genre de champignons de la famille des Clavicipitacées. Il parasite les ovaires de graminées, de cypéracées ou de juncacées.

## Description
Les périthèces sont formés au sein de stromas globuleux denses, portés à l'extrémité de longs pédicelles qui germent sur des sclérotes. Les ascospores sont filiformes. Les conidies sont soit des phyalospores primaires ovales ou arrondies, soit des holoblastospores secondaires de plus grande taille, ovales ou pyriformes. Le mycélium remplace l'ovaire, se branche sur le système vasculaire de la plante au niveau du rachillet mais il n'envahit aucun autre tissu.
Les espèces du genre Claviceps peuvent être regroupées selon la nature de leurs oligosaccharides. Le groupe où prédominent le glucose et le fructose dans l'exsudat avec C. purpurea, C. grohii, C. fusiformis et C. nigricans, etc. et le groupe où prédominent l'arabinitol et le mannitol avec C. gigantea, C. africana, etc.
Un groupe intermédiaire contient les deux sortes de sucres avec C.paspali, C. zizaniae, etc.

### Sclérote

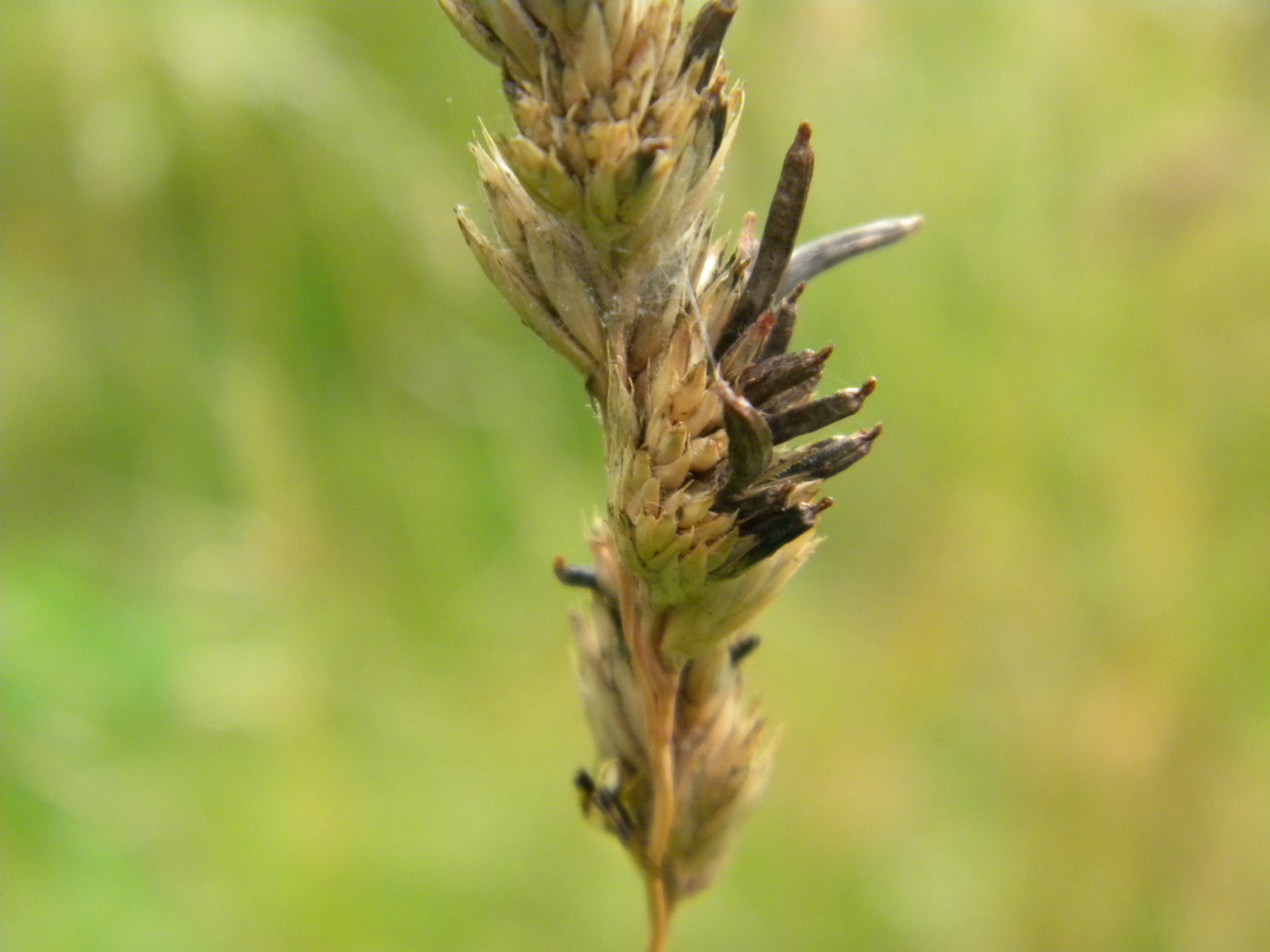
Sclérotes, ou ergots, noirâtres sur Dactylis glomerata.

Le sclérote est la structure formée de mycélium compact qui permet au champignon de survivre entre deux phases de parasitisme.  Il renferme des substances de réserve, il est en particulier riche en acide ricinoléique.

## Liste d'espèces
Selon Catalogue of Life (23 octobre 2014) :
- Claviceps africana (Sorghum)
- Claviceps amamiensis
- Claviceps annulata
- Claviceps balansioides
- Claviceps bothriochloae
- Claviceps caricina
- Claviceps chloridicola
- Claviceps cinerea
- Claviceps citrina
- Claviceps clavispora
- Claviceps cynodontis (Cynodon dactylon)
- Claviceps cyperi
- Claviceps diadema
- Claviceps digitariae
- Claviceps flavella
- Claviceps fusiformis (Pennisetum et Cenchrus)
- Claviceps gigantea (Zea mays)
- Claviceps glabra
- Claviceps grohii (Cyperaceae)
- Claviceps hirtella
- Claviceps imperatae
- Claviceps inconspicua
- Claviceps junci
- Claviceps langdonii
- Claviceps litoralis
- Claviceps loudetiae
- Claviceps lutea
- Claviceps maximensis
- Claviceps microspora
- Claviceps nigricans (Juncaceae et Cyperaceae)
- Claviceps orthocladae
- Claviceps pallida
- Claviceps panicoidearum
- Claviceps paspali (Paspalum)
- Claviceps platytricha
- Claviceps purpurea
- Claviceps queenslandica
- Claviceps ranunculoides
- Claviceps rhynchelytri
- Claviceps rolfsii
- Claviceps sesleriae
- Claviceps setariicola
- Claviceps setariiphila
- Claviceps sorghi  (Sorghum)
- Claviceps sorghicola (Sorghum)
- Claviceps sulcata
- Claviceps tenuispora
- Claviceps tripsaci
- Claviceps truncatispora
- Claviceps viridis
- Claviceps yanagawensis
- Claviceps zizaniae (Ehrhartoideae)

Seuls Claviceps purpurea, Claviceps fusiformis et Claviceps paspali sont véritablement considérés comme toxiques.
Selon Index Fungorum (23 octobre 2014) :
- Claviceps africana Freder., Mantle & De Milliano 1991
- Claviceps amamiensis Tanda 1992
- Claviceps annulata Langdon 1942
- Claviceps balansioides Möller 1901
- Claviceps bothriochloae Tanda & Y. Muray. 1991
- Claviceps caricina Griffiths 1902
- Claviceps chloridicola Pažoutová 2011
- Claviceps cinerea Griffiths 1901
- Claviceps citrina Pažoutová, Fučík., Leyva-Mir & Flieger 1998
- Claviceps clavispora Pažoutová & Odvody 2011
- Claviceps cynodontis Langdon 1954
- Claviceps cyperi Loveless 1967
- Claviceps deliquescens (Speg.) Hauman 1922
- Claviceps diadema (Möller) Diehl 1950
- Claviceps digitariae Hansf. 1941
- Claviceps euphorbiae Fuckel 1860
- Claviceps flavella (Berk. & M.A. Curtis) Petch 1933
- Claviceps fusiformis Loveless 1967
- Claviceps gigantea S.F. Fuentes, Isla, Ullstrup & A.E. Rodr. 1964
- Claviceps glabra Langdon 1942
- Claviceps grohii J.W. Groves 1943
- Claviceps hirtella Langdon 1942
- Claviceps imperatae Tanda & Kawat. 1976
- Claviceps inconspicua Langdon 1950
- Claviceps junci J. Adams 1907
- Claviceps langdonii Pažoutová & Odvody 2011
- Claviceps litoralis Kawat. 1946
- Claviceps loudetiae Pažoutová & Freder. 2011
- Claviceps lutea Möller 1901
- Claviceps maximensis T. Theis 1952
- Claviceps microspora Tanda 1985
- Claviceps miscanthi Sawada 1944
- Claviceps nigricans Tul. 1853
- Claviceps orthocladae (Henn.) Diehl 1950
- Claviceps pallida (G. Winter) Henn. 1899
- Claviceps pallida Pat. 1899
- Claviceps panicoidearum Tanda & Y. Harada 1989
- Claviceps paspali F. Stevens & J.G. Hall 1910
- Claviceps patouillardiana Henn. 1899
- Claviceps philippii Rehm 1889
- Claviceps platytricha Langdon 1942
- Claviceps purpurea (Fr.) Tul. 1853
- Claviceps pusilla Ces. 1848
- Claviceps queenslandica Langdon 1954
- Claviceps ranunculoides Möller 1901
- Claviceps rhynchelytri Herd & Loveless 1965
- Claviceps rolfsii F. Stevens & J.G. Hall 1910
- Claviceps sesleriae Stäger 1906
- Claviceps setariicola Pažoutová & Odvody 2011
- Claviceps setariiphila Pažoutová 2011
- Claviceps setulosa (Quél.) Sacc. 1883
- Claviceps sorghi B.G.P. Kulk., Seshadri & Hegde 1976
- Claviceps sorghicola Tsukib., Shiman. & T. Uematsu 1999
- Claviceps sulcata Langdon 1954
- Claviceps syntherismae Sawada 1944
- Claviceps tenuispora Pažoutová, Odvody & Freder. 2011
- Claviceps tripsaci F. Stevens & J.G. Hall 1910
- Claviceps truncatispora Pažoutová & Freder. 2011
- Claviceps uleana Henn. 1899
- Claviceps viridis Padwick & Azmatullah 1943
- Claviceps yanagawensis Togashi 1936
- Claviceps zizaniae (Fyles) Pantidou 1959
- Claviceps zizaniae (Fyles) Pantidou ex Redhead, M.E. Corlett & M.N.L. Lefebvre 2009

## Plantes hôtes
Plus de 600 espèces des familles des Poaceae (Panicoideae, Chloridoideae, Centothecoideae, Bambusoideae, Pooideae, Arundinoideae), des Juncaceae ou des Cyperaceae sont parasitées.
La plupart des espèces du genre Claviceps n'attaquent qu'une seule espèce ou un seul genre de plantes, à l'exception notable de Claviceps purpurea qui est polyphage.